# Galitzenklamm
Galitzenklamm är en ravin i Österrike.   Den ligger i förbundslandet Tyrolen, i den centrala delen av landet, 300 km sydväst om huvudstaden Wien. Galitzenklamm ligger 1 124 meter över havet.
Terrängen runt Galitzenklamm är mycket bergig. Närmaste större samhälle är Lienz, 4,2 km norr om Galitzenklamm. 
Trakten runt Galitzenklamm består i huvudsak av gräsmarker. Runt Galitzenklamm är det ganska glesbefolkat, med 25 invånare per kvadratkilometer.